# Eriocaulon tortuosum
Eriocaulon tortuosum là một loài thực vật có hoa trong họ Eriocaulaceae. Loài này được F.Muell. mô tả khoa học đầu tiên năm 1859.